# Гайнц Вагнер
Гайнц Вагнер (нім. Heinz Wagner) — німецький снайпер, учасник Другої світової війни, унтер-офіцер. Один із небагатьох нагороджених відзнакою снайпера 3-го ступеня (за підтверджене вбивство 60 і більше ворожих солдатів).

## Нагороди[1]
- Штурмовий піхотний знак в сріблі (19 березня 1943)
- Нагрудний зна «За поранення»
  - Чорний (25 березня 1943) — за перше поранення, отримане 19 лютого 1943
  - Срібний (9 липня 1944) — за третє поранення, отримане 30 травня 1944
  - Золотий (28 листопада 1944) — за п'яте поранення, отримане 8 жовтня 1944
- Залізний хрест 2-го класу (9 листопада 1944)
- Відзнака снайпера
  - 2-го ступеня (10 березня 1945)
  - 3-го ступеня (23 квітня 1945)
- Залізний хрест 1-го класу (23 квітня 1945)